# Barreto Júnior
José do Rego Barreto Júnior (Cabo de Santo Agostinho, 5 de junho de 1903 - Recife, 21 de fevereiro de 1983) foi um ator de teatro brasileiro.
Atuando como empresário de teatro nacional, era conhecido como o Rei da Chanchada.

## Carreira
Nas festas do Colégio Salesiano, onde estudava, encenava peças teatrais.
Após concluir o segundo grau, empregou-se como telegrafista no Western Telegraph. Mas todas as noites frequentava o Teatro Helvécia, para ver peças teatrais.
Seu pai, no entanto, proibiu-o de frequentar o teatro, o que o fez sair de casa e deixar o trabalho de telegrafista e se aventurar como ator.
Estreou na Companhia Paraense de Leonardo Siqueira, em 1923, na peça Eu vi, no mesmo Teatro Helvécia.
Atuou em filmes da companhia cinematográfica pernambucana Aurora Filmes, tendo participado do primeiro filme realizado em Pernambuco, Retribuição, em 1923.
Integrou o grupo amador Gente Nossa, em peças de autoria de Paulo Magalhães, Abadie Faria Rosa, Lucilo Varejão e Valdemar de Oliveira.
Em 1933 estreou no Teatro Municipal de Belo Horizonte.
Em 1936, integrando a Companhia Brasileira de Comédias, atuou no Teatro Artur Azevedo, em São Luís (Maranhão).
Depois transferiu-se para o Rio de Janeiro, onde residiu por 10 anos, onde organizou a Companhia Nacional de Comédias Barreto Júnior. Com sua companhia de teatro viajou por todo o Brasil.
Em 1947 retornou ao Recife. Encenava em vários palcos de teatros e cinemas no Recife.
Em 1950 construiu o Teatro Emergência Almare, que foi desativado em 1952 com o alargamento da Avenida Dantas Barreto e transferido para o Parque 13 de Maio.
Recebia ajuda do governo de Getúlio Vargas para levar o teatro a pequenas comunidades.
Em 1956 construiu o Teatro Marrocos na Avenida Dantas Barreto, que foi transferido para a Praça da República, onde funcionou até 1970, quando foi demolido.
Em 1978, após receber o Troféu Mambembe, juntamente com Pascoal Carlos Magno, afastou-se do teatro.

## Espetáculos produzidos
- Variações do verbo amar
- Agite-se
- A rosa vermelha[2]

## Homenagem póstuma
Em 1985 a Prefeitura do Recife inaugurou uma casa teatral no bairro do Pina, a que deu o nome de Teatro Barreto Júnior.